# Trichomycterus venulosus
Trichomycterus venulosus és una espècie de peix de la família dels tricomictèrids i de l'ordre dels siluriformes.

## Morfologia
Els mascles poden assolir els 12,5 cm de llargària total.

## Distribució geogràfica
Es troba als Andes de Colòmbia.